# Gyorsabb a halálnál
A Gyorsabb a halálnál (eredeti cím: The Quick and the Dead) egy 1995-ös amerikai western-akciófilm, Sharon Stone, Gene Hackman, Russell Crowe és Leonardo DiCaprio főszereplésével.

## Történet
A vadnyugati városkát kezében tartó könyörtelen seriff, John Herod minden évben párbajvetélkedőt szervez, amelyről csak a győztes távozhat élve. A profi mesterlövész Herod az esemény keretében számol le esetleges és tényleges ellenfeleivel. Tizenegy harangütés, és egy halálos lövés. Eddig senkinek nem volt elég szerencséje, hogy Heroddal szemben győztesként kerüljön ki, mégis akad bőven jelentkező. Ezúttal indul a versenyen egy bosszúálló gyönyörű nő, Herod egy odahurcolt volt pisztolyhőstársa, és a Kölyök is, aki Herod fiának mondja magát…

## Szereplők
| Szereplő               | Színész           | Magyar hang                                                                                    | Magyar hang                                         |
| Szereplő               | Színész           | 1. szereposztás (1995)                                                                         | 2. szereposztás (2009)                              |
| ---------------------- | ----------------- | ---------------------------------------------------------------------------------------------- | --------------------------------------------------- |
| Ellen                  | Sharon Stone      | Orosz Helga                                                                                    | Fehér Anna                                          |
| John Herod             | Gene Hackman      | Rajhona Ádám                                                                                   | Reviczky Gábor                                      |
| Cort                   | Russell Crowe     | Anger Zsolt                                                                                    | László Zsolt                                        |
| Kölyök, Fee Herod      | Leonardo DiCaprio | Markovics Tamás                                                                                | Hevér Gábor                                         |
| Ace Hanlon             | Lance Henriksen   | Szélyes Imre                                                                                   | Kárpáti Tibor                                       |
| Marshall               | Gary Sinise       | Juhász György                                                                                  | Haás Vander Péter                                   |
| Dog Kelly              | Tobin Bell        | Áron László                                                                                    | Varga Tamás                                         |
| Doc Wallace            | Roberts Blossom   | Palóczy Frigyes                                                                                | Perlaki István                                      |
| Horace                 | Pat Hingle        | Dobránszky Zoltán                                                                              | Konrád Antal                                        |
| Eugene Dred            | Kevin Conway      | Varga Tamás                                                                                    | Csuja Imre                                          |
| Clay Cantrell őrmester | Keith David       | Rudas István                                                                                   | ?                                                   |
| Scars                  | Mark Boone Junior | Albert Péter                                                                                   | Schneider Zoltán                                    |
| Katie                  | Olivia Burnette   | Huszárik Kata                                                                                  | ?                                                   |
| További szereplők      | Többi színész     | Bognár Zsolt Faragó Rita Imre István Molnár Levente Pálfai Péter R. Kárpáti Péter Szuchy Péter | Koncz István Magyar Attila Orosz István Tóth Roland |

## Filmzene
1. El Mariachi Tepalcatepec De Michoacan – "El Tierra Calento"
2. El Mariachi Tepalcatepec De Michoacan – "Un Mexicano En El Norte"

## Díjak, jelölések
| Év   | Díj          | Kategória         | Jelölt       | Eredmény |
| ---- | ------------ | ----------------- | ------------ | -------- |
| 1996 | Saturn Award | Legjobb színésznő | Sharon Stone | Jelölve  |